# Goran D. Kleut
Goran D. Kleut (Sydney, 4 novembre 1975) è un attore australiano.

## Biografia
Il suo primo ruolo è stato quello di Lampay Fay, un emissario pau'an, nel film Star Wars: Episodio III - La vendetta dei Sith (2005), che ha ottenuto grazie alla propria somiglianza con l'attore Bruce Spence. All'epoca Kleut cantava in una band e si era appositamente iscritto a un corso di recitazione dopo aver letto che i prequel di Guerre stellari, di cui era un appassionato fin da bambino, sarebbero stati girati in Australia.
Grazie al suo volto caratteristico e ad un'altezza sopra la media, pari a 198 centimetri, è stato spesso scritturato nel ruolo di mostro o creatura fantastica: tra questi, Moloch in Gabriel - La furia degli angeli, il mostro del found footage The Tunnel, il dio Anubi in Gods of Egypt e lo xenomorfo e il neomorfo in Alien: Covenant. Ha interpretato anche ruoli umani come il soldato Andy "Ghoul" Walker ne La battaglia di Hacksaw Ridge.

## Filmografia parziale

### Cinema
- Star Wars: Episodio III - La vendetta dei Sith (Star Wars: Episode III - Revenge of the Sith), regia di George Lucas (2005) - non accreditato
- Gabriel - La furia degli angeli (Gabriel), regia di Shane Abbess (2007)
- The Tunnel, regia di Carlo Ledesma (2011)
- Il grande Gatsby (The Great Gatsby), regia di Baz Luhrmann (2013)
- I, Frankenstein, regia di Stuart Beattie (2014)
- Gods of Egypt, regia di Alex Proyas (2016)
- La battaglia di Hacksaw Ridge (Hacksaw Ridge), regia di Mel Gibson (2016)
- Alien: Covenant, regia di Ridley Scott (2017)
- Pirati dei Caraibi - La vendetta di Salazar (Pirates of the Caribbean: Dead Men Tell No Tales), regia di Joachim Rønning ed Espen Sandberg (2017)
- Fantasy Island, regia Jeff Wadlow (2020)
- The Furnace, regia di Roderick MacKay (2020)
- Il nemico (Foe), regia di Garth Davis (2023)
- Furiosa: A Mad Max Saga, regia di George Miller (2024)

### Televisione
- Sea Patrol – serie TV, episodi 2x12-2x13 (2008)
- Miss Fisher - Delitti e misteri (Miss Fisher's Murder Mysteries) – serie TV, episodio 3x06 (2016)
- God's Favorite Idiot – serie TV, episodi 1x07-1x08 (2022)

## Doppiatori italiani
Nelle versioni in italiano dei suoi film, Goran D. Kleut è stato doppiato da:
- Fabrizio Pucci in Gods of Egypt